# انریکه سرسو
انریکه سِـرِسو (اسپانیایی: Enrique Cerezo‎؛ زادهٔ ۲۷ فوریه ۱۹۴۸) تهیه‌کننده فیلم اهل اسپانیا است.
او همچنین از سال ۲۰۰۲ میلادی، رئیسِ باشگاه فوتبال اتلتیکو مادرید بوده‌است.
از فیلم‌هایی که وی در تولید آنها نقش داشته‌است، می‌توان به بخت نیک، شب بزرگ من، ۱۳ گل رز و جادوگران سوگاراموردی اشاره کرد.